# Купельвизер, Пауль

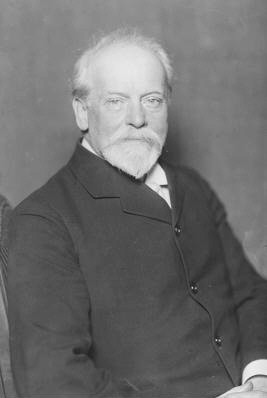
Пауль Купельвизер

Па́уль Купельви́зер (нем. Paul Kupelwieser; 1 февраля 1843, Вена — 20 марта 1919, Вена) — австрийский промышленник.

## Биография
Пауль Купельвизер был вторым сыном известного в то время художника и профессора исторической живописи Венской Академии Леопольда Купельвизера. Его старшим братом был Карл Купельвизер.
Будучи ведущим сотрудником у Альберта Саломона Ансельма фон Ротшильда, он был генеральным директором металлургического завода в Тернице (Нижняя Австрия), Теплице и с 1876 по 1893 года в Витковицком металлургическом комбинате (ныне Чешская Республика).